# Destiny Udogie
Destiny Udogie (Verona, 28 de noviembre de 2002) es un futbolista italiano que juega como defensa en el Tottenham Hotspur de la Premier League de Inglaterra.

## Biografía
De padres nigerianos, Udogie nació en Verona. Empezó a formarse como futbolista en la disciplina del Hellas Verona FC, donde permaneció durante distintas categorías inferiores. En 2020 subió al primer equipo e hizo su debut profesional el 8 de noviembre de 2020, en un partido de la Serie A contra el AC Milan.
El 15 de julio de 2021, Udogie se marchó cedido al Udinese Calcio, haciendo su debut el 13 de agosto en la Copa Italia. El 25 de febrero de 2022, marcó su primer gol en la Serie A contra el AC Milan.
El 16 de agosto de 2022, Udogie se marchó cedido al Tottenham Hotspur FC, pero volvió al Udinese para el resto de la temporada 2022-23.
El 10 de diciembre de 2023, marcó su primer gol en la Premier League en un partido contra el Newcastle United FC.El 12 del mismo mes, renovó su contrato con el Tottenham hasta el 30 de junio de 2030.

## Selección nacional
El 14 de octubre de 2023, Udogie hizo su debut con la selección de Italia en un partido de clasificación para la Eurocopa 2024 ante Malta.

## Estadísticas

### Clubes
Actualizado al último partido disputado el 25 de mayo de 2025.
| Club                               | Div.          | Temporada     | Liga  | Liga  | Liga   | Copas nacionales | Copas nacionales | Copas nacionales | Copas internacionales | Copas internacionales | Copas internacionales | Total | Total | Total  |
| Club                               | Div.          | Temporada     | Part. | Goles | Asist. | Part.            | Goles            | Asist.           | Part.                 | Goles                 | Asist.                | Part. | Goles | Asist. |
| ---------------------------------- | ------------- | ------------- | ----- | ----- | ------ | ---------------- | ---------------- | ---------------- | --------------------- | --------------------- | --------------------- | ----- | ----- | ------ |
| Hellas Verona F. C. · Italia       | 1.ª           | 2020-21       | 6     | 0     | 0      | 1                | 0                | 0                | ―                     | ―                     | ―                     | 7     | 0     | 0      |
| Hellas Verona F. C. · Italia       | Total club    | Total club    | 6     | 0     | 0      | 1                | 0                | 0                | 0                     | 0                     | 0                     | 7     | 0     | 0      |
| Udinese Calcio · Italia            | 1.ª           | 2021-22       | 35    | 5     | 4      | 2                | 0                | 0                | ―                     | ―                     | ―                     | 37    | 5     | 4      |
| Udinese Calcio · Italia            | 1.ª           | 2022-23       | 33    | 3     | 4      | 1                | 0                | 0                | ―                     | ―                     | ―                     | 34    | 3     | 4      |
| Udinese Calcio · Italia            | Total club    | Total club    | 68    | 8     | 7      | 3                | 0                | 0                | 0                     | 0                     | 0                     | 71    | 8     | 8      |
| Tottenham Hotspur F. C. Inglaterra | 1.ª           | 2023-24       | 28    | 2     | 3      | 2                | 0                | 0                | ―                     | ―                     | ―                     | 30    | 2     | 3      |
| Tottenham Hotspur F. C. Inglaterra | 1.ª           | 2024-25       | 25    | 0     | 1      | 2                | 0                | 0                | 9                     | 0                     | 0                     | 36    | 0     | 1      |
| Tottenham Hotspur F. C. Inglaterra | Total club    | Total club    | 53    | 2     | 4      | 4                | 0                | 0                | 9                     | 0                     | 0                     | 66    | 2     | 4      |
| Total carrera                      | Total carrera | Total carrera | 127   | 10    | 12     | 8                | 0                | 0                | 9                     | 0                     | 0                     | 144   | 10    | 12     |

## Palmarés

### Títulos internacionales
| Título                 | Equipo                  | Sede   | Año  |
| ---------------------- | ----------------------- | ------ | ---- |
| Liga Europa de la UEFA | Tottenham Hotspur F. C. | Bilbao | 2025 |